# De Hoelm
De Hoelm est une localité située dans la commune néerlandaise de Hollands Kroon, dans la province de la Hollande-Septentrionale.